# Ego (álbum)
Ego é o sétimo álbum da banda alemã de Neue Deutsche Härte Oomph!. Foi lançado em 6 de julho de 2001, sendo o último pela Virgin Records.

## História
Após uma agenda cheia entre 1999 e 2000 com a turnê do aclamado "Plastik", a banda voltou ao estúdio para trabalhar no seu novo álbum.
O primeiro single a ser lançado foi "Supernova", que incluía a música "Viel zu Tief" como lado b. Ambas músicas foram sucesso nas rádios e nos shows ao vivo em festivais. O videoclipe de Supernova também foi um sucesso na MTV. Supernova foi o último single da banda de uma música em inglês a ser lançado pela banda.
O álbum trata de temas sobre as condições psicológicas do ser humano, pois traz a tona questões sobre condições mentais em suas formas derivadas. Existem temas como egoísmo, mentira, transtorno de personalidade, depressão e entre outros. Existem duas faixas instrumentais com nomes dos neurotransmissores Dopamina e Serotonina.
A capa do álbum mostra o rosto dos três membros da banda na água, e na contra capa os mesmos rostos são vistos, porém abaixo d'água um rosto diferente pode ser visto. A ideia da capa é que na superfície visível, muitas vezes pode prevalecer em uma pessoa um personagem, um ego, diferente do que é mostrado do lado de fora.
A partir deste álbum, a logomarca da banda foi retrabalhada, recebendo um visual mais moderno, sendo essa logo utilizada até hoje.
O último single deste álbum a ser lançado foi "Niemand", faixa que não fez parte do álbum, pois foi produzida após a gravação do álbum, porém nas edições futuras ela foi inclusa como parte do álbum. Este single, que foi o último trabalho da banda junto com a Virgin Records teve também uma versão acústica da música "Swallow". Um videoclipe de Niemand foi lançado, porém não agradou muito aos membros da banda, pois não houve muito incentivo financeiro por parte da gravadora para a produção do videoclipe. Um vídeo de Swallow, incluindo filmagens de um show no festival Bochum Total 2001 em Bochum foi incluído no single, porém não foi lançado como videoclipe oficial.
No início de 2002 o contrato com a Virgin Records foi encerrado e a banda não conseguiu muitos shows, nenhuma grande gravadora demonstrava interesse na banda, pois a Virgin investiu muito dinheiro e marketing pro Oomph! mas não teve o retorno que foi esperado pela gravadora. Segundo Flux, as gravadoras ficavam "céticas" com a banda e o pouco dinheiro que havia restado se esgotou. A banda escreveu diversas músicas e gravou várias demos nesse período. Foi somente no verão de 2003 que a banda conseguiu um contrato em definitivo com uma nova gravadora.

## Edições
O álbum foi relançado na Europa em 2010 pela Columbia Records, e em 2019 pela Napalm Records. Na versão de 2019 foram incluídas as faixas Niemand e a versão acústica de Swallow como bônus.

## Faixas
| N.º            | Título                     | Duração |  |
| 1.             | "Ego"                      | 4:19    |  |
| 2.             | "Supernova"                | 3:59    |  |
| 3.             | "Willst du Frei sein?"     | 3:54    |  |
| 4.             | "Drop the Lie"             | 3:45    |  |
| 5.             | "Bitter"                   | 4:17    |  |
| 6.             | "Transformation"           | 4:02    |  |
| 7.             | "Atem"                     | 3:58    |  |
| 8.             | "Serotonin" (Instrumental) | 2:14    |  |
| 9.             | "Swallow"                  | 3:49    |  |
| 10.            | "Viel zu Tief"             | 3:47    |  |
| 11.            | "My Darkest Cave"          | 3:38    |  |
| 12.            | "Rette Mich"               | 4:25    |  |
| 13.            | "Who You Are"              | 3:58    |  |
| 14.            | "Kontrollverlust"          | 4:46    |  |
| 15.            | "Dopamin" (Instrumental)   | 2:43    |  |
| 16.            | "Träum weiter"             | 1:41    |  |
| Duração total: | Duração total:             | 59:20   |  |

- Faixas bônus da edição de 2019.

| N.º            | Título                           | Duração |  |
| 17.            | "Niemand"                        | 4:19    |  |
| 18.            | "Swallow" (Unplugged In-Version) | 2:48    |  |
| Duração total: | Duração total:                   | 1:06:21 |  |

## Ego Tour 2001
Durante o ano de 2001 a banda passou por alguns países da Europa para promover o álbum. Em 2002 e 2003 a banda teve mais participações em festivais, chegando a abrir alguns shows para a banda finlandesa HIM.
| Data                   | Cidade                | País          | Local                    |
| ---------------------- | --------------------- | ------------- | ------------------------ |
| 2 de setembro de 2001  | Berlim                | Alemanha      | Columbia Fritz           |
| 3 de setembro de 2001  | Hamburg               | Alemanha      | Schlachthof              |
| 5 de setembro de 2001  | Brunsvique            | Alemanha      | Jolly Joker              |
| 6 de setembro de 2001  | Herford               | Alemanha      | Kick                     |
| 7 de setembro de 2001  | Rostock               | Alemanha      | M.A.U. Club              |
| 9 de setembro de 2001  | Bochum                | Alemanha      | Zeche                    |
| 10 de setembro de 2001 | Colônia               | Alemanha      | Live Music Hall          |
| 12 de setembro de 2001 | Aschaffenburg         | Alemanha      | Colos-Saal               |
| 13 de setembro de 2001 | Halle                 | Alemanha      | Easy Schorre             |
| 14 de setembro de 2001 | Glauchau              | Alemanha      | Alte Spinnerei           |
| 16 de setembro de 2001 | Karlsruhe             | Alemanha      | Substage                 |
| 18 de setembro de 2001 | Munique               | Alemanha      | Metropolis               |
| 19 de setembro de 2001 | Nuremberg             | Alemanha      | Hirsch                   |
| 20 de setembro de 2001 | Dresden               | Alemanha      | Scheune                  |
| 29 de outubro de 2001  | Amsterdam             | Países Baixos | Paradiso Grote Zaal      |
| 30 de outubro de 2001  | Saint-Josse-ten-Noode | Bélgica       | L'Orangerie du Botanique |
| 31 de outubro de 2001  | Luxemburgo            | Luxemburgo    | Den Atelier              |
| 1 de novembro de 2001  | Luxemburgo            | Luxemburgo    | Den Atelier              |
| 2 de novembro de 2001  | Paris                 | França        | Élysée Montmartre        |
| 4 de novembro de 2001  | Vaduz                 | Liechtenstein | Vaduzer Saal             |
| 5 de novembro de 2001  | Estrasburgo           | França        | La Laiterie              |
| 6 de novembro de 2001  | Clermont-Ferrand      | França        | La Coopérative de Mai    |
| 9 de novembro de 2001  | Porto                 | Portugal      | Coliseu do Porto         |
| 10 de novembro de 2001 | Lisboa                | Portugal      | Coliseu dos Recreios     |
| 12 de novembro de 2001 | Valência              | Espanha       | Ku Manises               |
| 13 de novembro de 2001 | La Zubia              | Espanha       | Industrial Copera        |
| 14 de novembro de 2001 | Madri                 | Espanha       | La Riviera               |
| 16 de novembro de 2001 | Bergara               | Espanha       | Sala Jam                 |
| 17 de novembro de 2001 | Barcelona             | Espanha       | Razzmatazz               |
| 20 de novembro de 2001 | Milão                 | Itália        | Alcatraz                 |
| 21 de novembro de 2001 | Florença              | Itália        | Tenax                    |
| 22 de novembro de 2001 | Roma                  | Itália        | Palacisalfa              |

## Críticas profissionais
| Críticas profissionais | Críticas profissionais |
| Avaliações da crítica  | Avaliações da crítica  |
| Fonte                  | Avaliação              |
| ---------------------- | ---------------------- |
| Rock Hard              | 7.5/10                 |
| Metal.de               | [ 8 ]                  |
| Power Metal            | 7.5/10                 |

Wolf-Rüdiger Mühlmann, da Rock Hard escreveu que a agressividade que restava após "Plastik", estava ausente em Ego, e ainda acrescentou que neste álbum a banda cometeu um deslize em tentar adaptar o seu estilo para todos os ouvintes. Em sua avaliação, ele uma nota de 7.5 pontos para o álbum.
Peter Kubaschk, do site Power Metal, opinou dizendo que o álbum perde seu brilho com músicas como os instrumentais "Serotonin" e "Dopamin" e com "Swallow", e fazem com que o álbum se pareça um pouco longo. Mesmo escrevendo que o álbum pode ser um pouco decepcionante, o redator deu uma nota de 7.5 pontos e definiu como as melhores músicas do álbum as músicas "Ego", "Supernova", ""Bitter" e "Atem".

## Desempenho nas paradas
| Paradas (2001)                        | Melhor posição |
| ------------------------------------- | -------------- |
| Alemanha (Offizielle Deutsche Charts) | 21             |
| Áustria (Ö3 Austria Top 40)           | 60             |

## Histórico de lançamento
| País                   | Data                  | Gravadora            | Formato                             | Catálogo                 |
| ---------------------- | --------------------- | -------------------- | ----------------------------------- | ------------------------ |
| Alemanha               | 6 de julho de 2001    | Virgin Schallplatten | CD                                  | 7243 810637 2 9          |
| União Europeia         | 4 de junho de 2010    | Columbia Records     | CD                                  | 88697 70023 2            |
| União Europeia · Mundo | 6 de setembro de 2019 | Napalm Records       | CD, LP, Download digital, Streaming | NPR 866 JC NPR 866 VINYL |

## Créditos
- Friedel Muders (FUEGO) - Design, diretor de arte;
- Björn Gralla - gerência;
- Contra Promotion - gerência;
- Crap - guitarras, teclados;
- Flux - mixagem, gravação, guitarra, samplers;
- Dero Goi - vocais, bateria;
- Oomph! - produção, música, letras, gravação, mixagem;
- Ted Jensen - masterização;
- Dirk Schelpmeier - fotografia;

- Gravado e mixado no Nagelstudio, Calberlah, Alemanha;
- Masterizado no Sterling Sound, Nova York, EUA;